# NGC 7532
NGC 7532 ist eine linsenförmige Galaxie mit hoher Sternentstehungsrate vom Hubble-Typ SB0/a im Sternbild Fische auf der Ekliptik. Sie ist schätzungsweise 164 Millionen Lichtjahre von der Milchstraße entfernt und hat einen Durchmesser von etwa 65.000 Lj.
Im selben Himmelsareal befinden sich u. a. die Galaxien NGC 7530, NGC 7534, NGC 7546, NGC 7554.
Das Objekt wurde am 1. Oktober 1864 von Albert Marth entdeckt.